# Транспорт Приштини

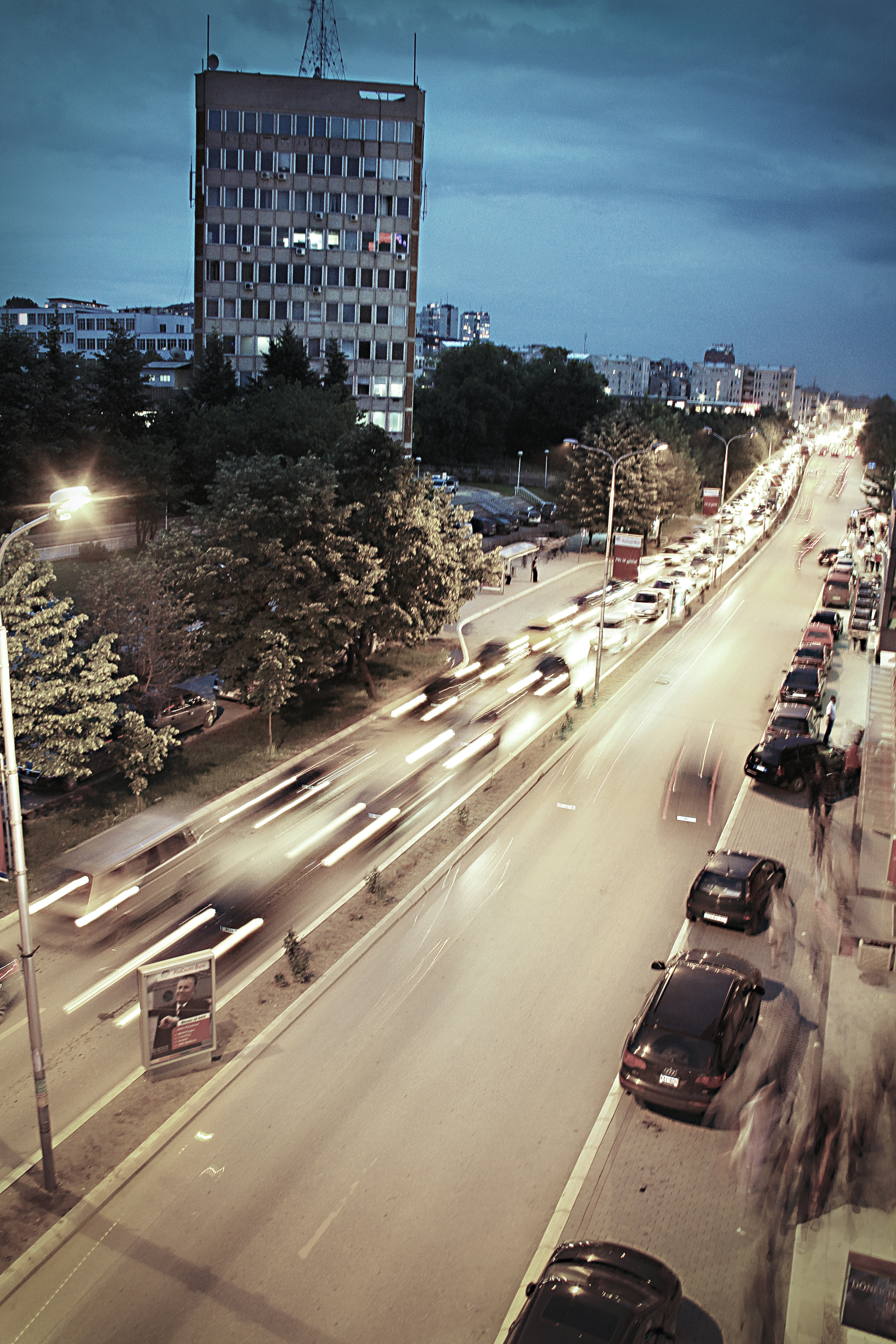
Вулиця Приштини

Приштина є великим вузлом автомобільних, залізничних і повітряних мереж в Косові. Автобуси, поїзди і літаки служать для підтримання високого рівня транспортного сполучення між Приштиною та іншими населеними пунктами в регіоні і за його межами. За даними транспортної поліції, з 240 000 автомобілів, зареєстрованих у Косові, близько 100 000 автомобілів або 41 % припадає на Приштину.

## Шляхи

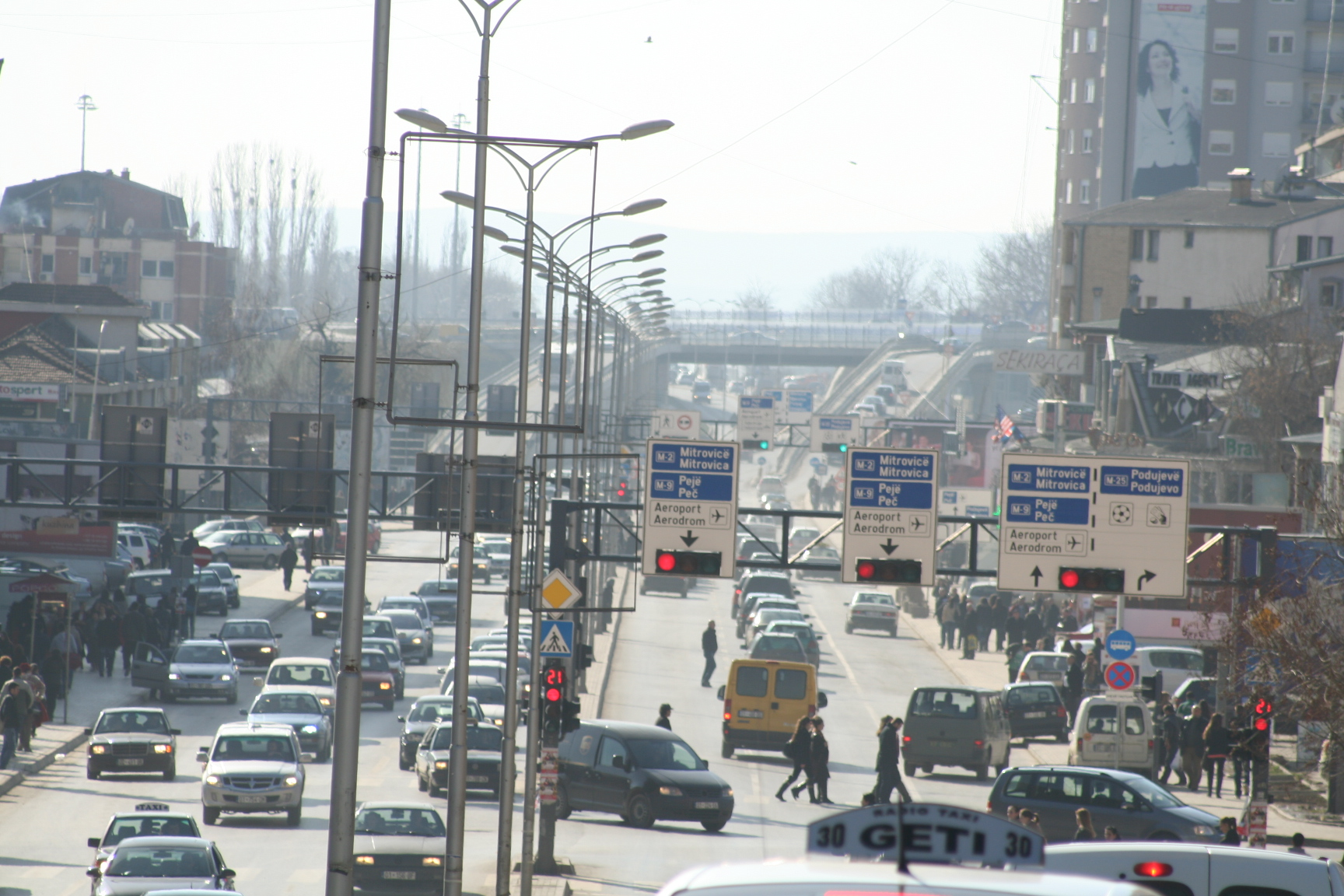
Вдень у Приштині

Шляхи в Приштині були в дуже поганому стані після Косовської війни, і для виправлення ситуації були потрібні державні інвестиції. Зараз інфраструктура в Приштині в задовільному стані. Всі шляхи, що з'єднують великі села з центром міста, заасфальтовані. Дороги, що з'єднують Приштину з іншими містами, є основою транспортної мережі Косова. Автошлях M2 починається з півночі, йде з Центральної Сербії, що проходить через Приштину й досягає південного кордону з Північною Македонією. Південний кінець цієї дороги з'єднує Приштину з Європейським коридором X. Дорога М25 йде від міста Ніш через адміністративний кордон з Центральною Сербією, міста Приштина, Призрен і закінчується біля кордону з Албанією. Дорога М9 пролягає від східного адміністративного кордону з Центральною Сербією через Приштину і Печ до кордону з Чорногорією. Кільцевий маршрут навколо міста Приштина й лісопарку Гермія поліпшить транспортне сполучення сіл Мармур, Лукаре і східній частині міста.
Дорожні аварії в Приштині
↓ Таблиця показує кількість аварій зі смертельними наслідками на шляхах Приштини з 2008 по 2011 рік.
|          | 2008 | 2009 | 2010 | 2011 |
| -------- | ---- | ---- | ---- | ---- |
| Летальні | 1383 | 1628 | 1463 | 1545 |

## Аеропорти

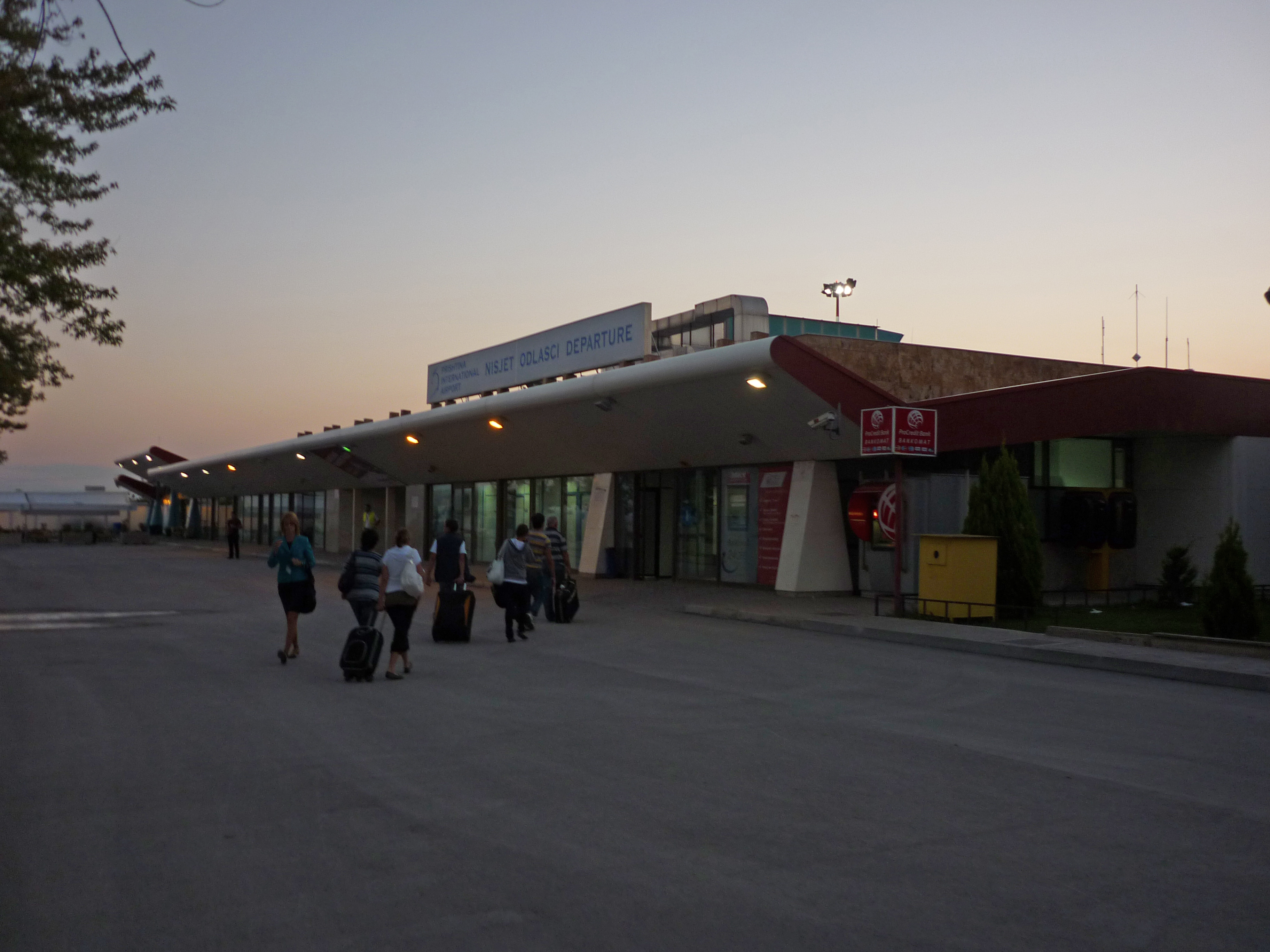
Міжнародний Аеропорт Приштина в Слатіна

Приштина обслуговується Міжнародним аеропортом Приштина (PRN) в Слатіна (поблизу містечка Косово Поле). Аеропорт розташований за ~15 км на північний захід від столиці краю. Завдяки сучасному терміналу, його пасажиропотік перевищує мільйон осіб на рік, і він вважається найбільш завантаженим аеропортом у регіоні. 2012 року він обслужив понад 1,5 млн пасажирів, а у 2013 році кількість пасажирів збільшилася на понад 100 000. В аеропорту діяло 28 авіакомпаній на 33 напрямках у 16 країн, включно з більшістю європейських центрів.

## Автобуси

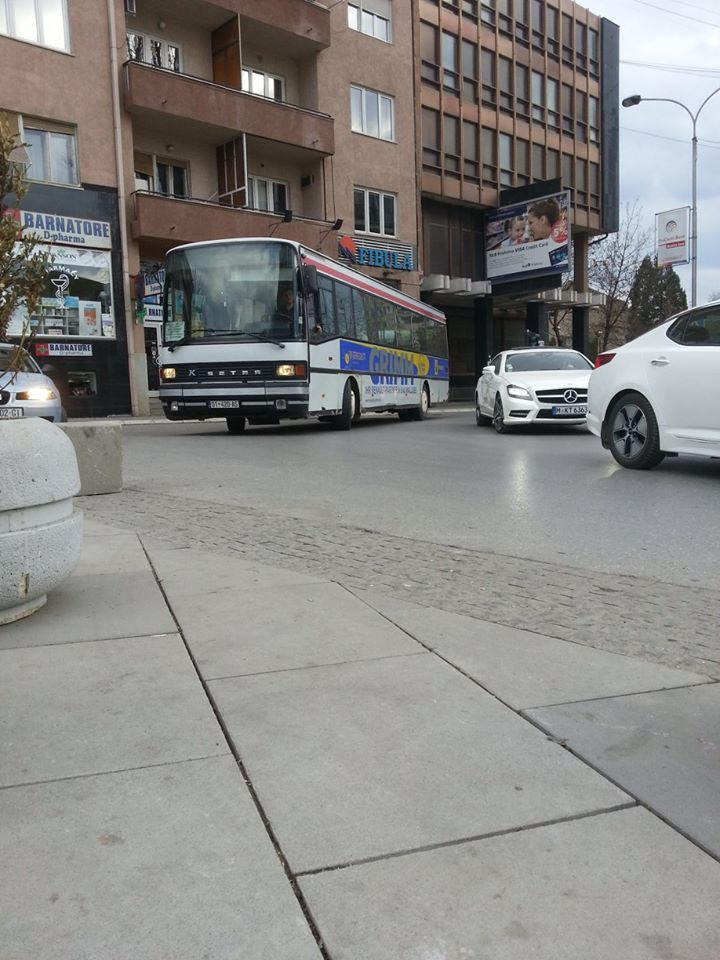
Автобус в Приштині

Приштинський автовокзал обслуговує все Косово й низку міжнародних напрямків. Головний автовокзал розташований за 2 км на північний захід від міста в районі бульвару Білла Клінтона.
З міських автобусів адміністрації Приштини належать тільки автобусні маршрути 4 та 3А. Інші лінії обслуговують приватні оператори.

## Таксі

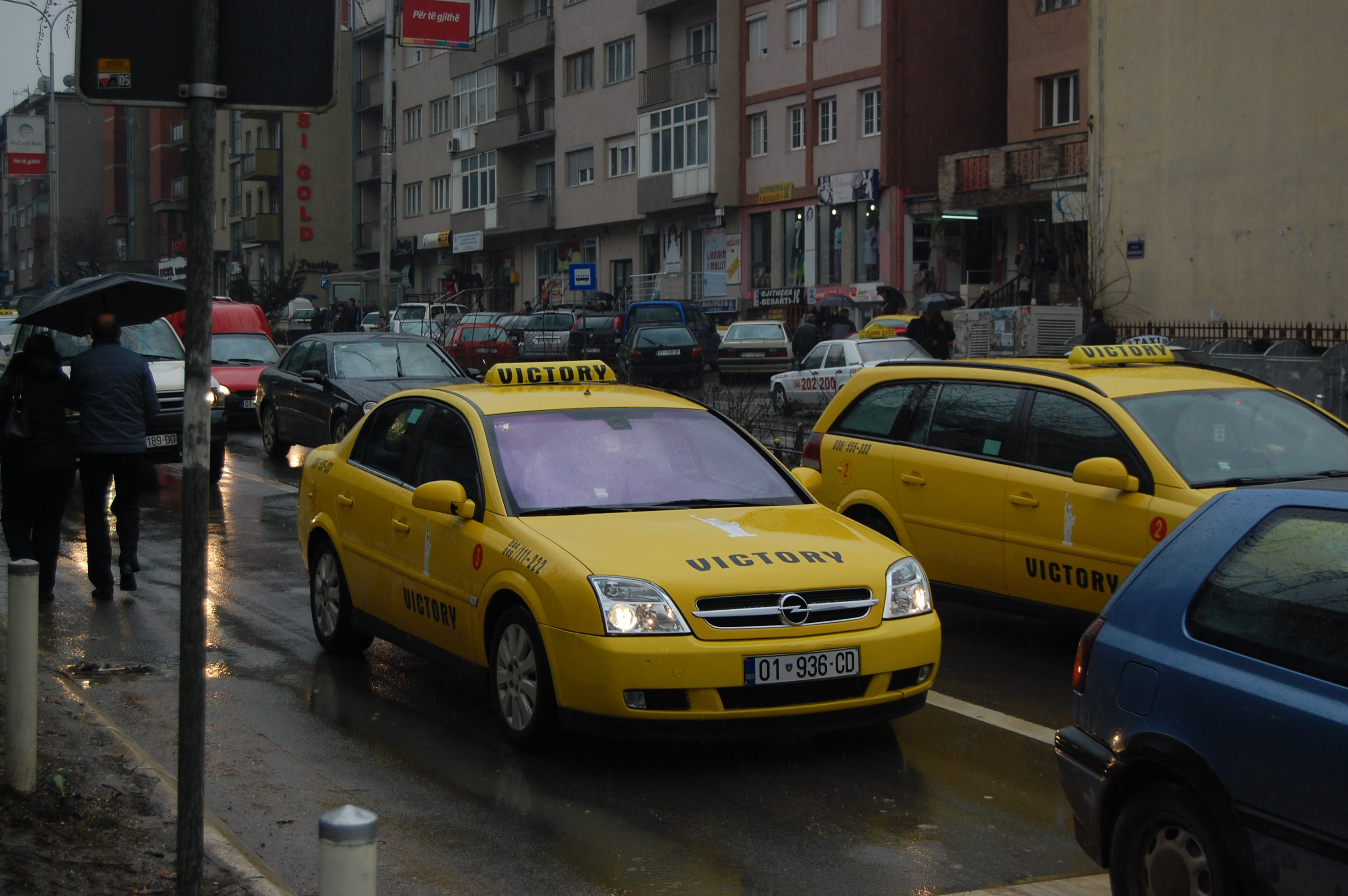
Таксі в Приштині

Існує кілька операторів таксі в Приштині з більш-менш однаковими умовами. Перший кілометр коштує 1,5 євро, далі вартість збільшується на 0,6 євро за км. Як правило, в години пік поїздка з кінця в кінець Приштини не перевищує 10 євро.

## Залізничний транспорт

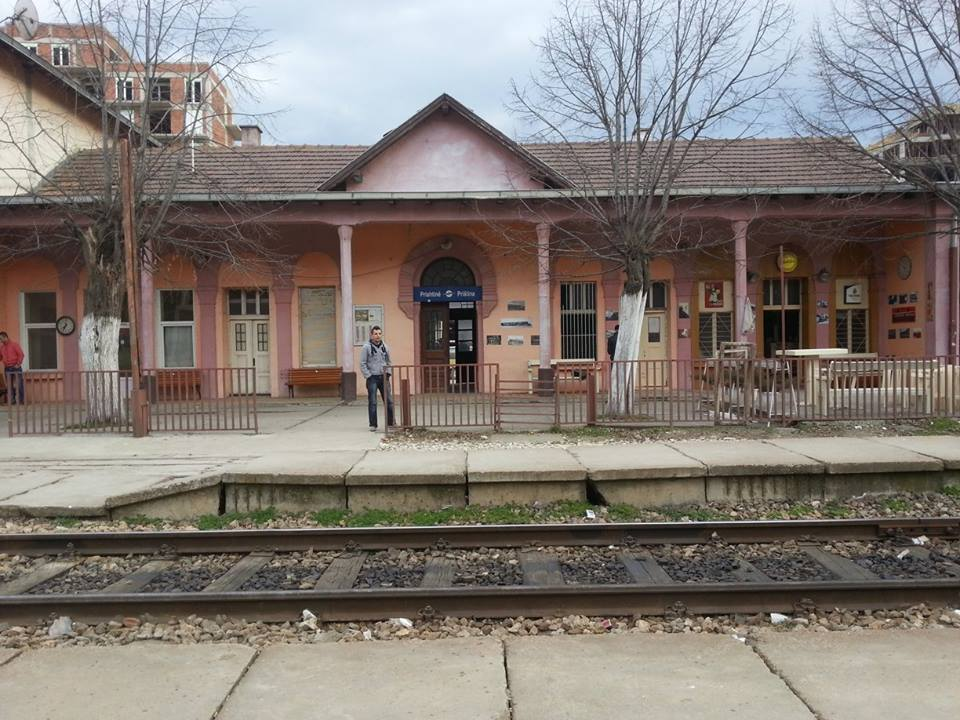
Залізничний вокзал Приштина

У промзоні на захід від центральної частини Приштини розміщено однойменний залізничний вокзал. З нього раніше щодня ходили поїзди у Скоп'є.